# Ipolyvece
Ipolyvece è un comune dell'Ungheria di 894 abitanti (dati 2001). È situato nella contea di Nógrád.